# Phare de Santa Cruz (Surfing Museum)
Pour l’article homonyme, voir Phare de Santa Cruz.
Le phare de Santa Cruz (Surfing Museum) est un phare situé à proximité de Steamer Lane (en) à Santa Cruz, dans le Comté de Santa Cruz (État de la Californie), aux États-Unis. Il ne faut pas le confondre avec le nouveau phare de Santa Cruz.
Ce phare est géré par la Garde côtière américaine, et les phares de l'État de Californie sont entretenues par le District 11 de la Garde côtière .

## Histoire
Le phare original était l'un des nombreux phares côtiers de la Californie qui ont reçu des fonds du Congrès en 1850, seulement 19 jours après la création de l'État. Le premier phare était un bâtiment en bois de deux étages, avec une lanterne contenant une lentille de Fresnel due 5e ordre. L'érosion de Santa Cruz Point obligea au recul du phare de 300 pieds (91 m) en 1879.
Entre 1909 et 1913 l'objectif a été remplacé par une lentille de Fresnel de 4e ordre, pour une meilleure visibilité à cause des lumières de la ville. Le phare fut électrifié en 1917. IL fut remplacé par une simple tour en bois en 1941 et le bâtiment d'origine démoli en 1948.

## Description
Le phare actuel est une tour conique à base carrée en brique rouge, avec galerie et lanterne, de 12 m de haut, adossée à une petite maison d'un étage. La galerie et la lanterne sont peintes en blanc. Il émet, à une hauteur focale de 18 m, un éclat blanc toutes les 5 secondes. Sa portée est de 12 milles nautiques (environ 22 km).
Il a été construit en 1966-67, et il est devenu un petit musée sur l'histoire du surf en 1986. Il porte aussi le nom de Mark Abbott Memorial Lighthouse depuis cette date.
Identifiant : ARLHS : USA-1000 - Amirauté : G4001 - USCG : 6-0305.
|                                |
| Le phare original (photo USCG) |

|                 |
| Le phare actuel |

### Lien connexe
- Liste des phares de la Californie